# یغیشه توریان
۱۹۲۱–۱۹۲۹
```
پاتریاک ارمنیان حوزه اورشلیم
```

Religious titles
Preceded by
Harootiun Vehabedian
Armenian Patriarch of Jerusalem
۱۹۲۱–۱۹۲۹ Succeeded by
Torkom Koushagian
پاتریارک یغیشه دوریان (ارمنی: Եղիշե Դուրյան؛ [] Error: {{Lang-xx}}: فاقد متن (راهنما)؛ زادهٔ ۲۳ فوریهٔ ۱۸۶۰ - درگذشته ۲۷ آوریل ۱۹۳۰) کشیش، لغت‌شناس و شاعر ارمنی که بین سال‌های ۱۹۲۱ تا ۱۹۲۹ میلادی «پاتریارک ارمنیان اورشلیم» بود.
```
که از تاریخ تا تاریخ سمت 
پاتریارک ارمنی کنستانتینوپل
 را برعهده داشت.
```

## زندگی‌نامه
وی با نام اصلی میهران توریان در در محله اسکودار، کنستانتینوپل به دنیا آمد وی برادر کوچکتر پتروس دوریان شاعر و نمایش‌نامه‌نویس اهل ارمنستان غربی بود.  در سال ۱۹۳۰ رتبه افتخاری امپراتوری بریتانیا (KBE) به وی اعطا گردید.. وی در در سن سالگی در [[]] درگذشت.

## نگارخانه

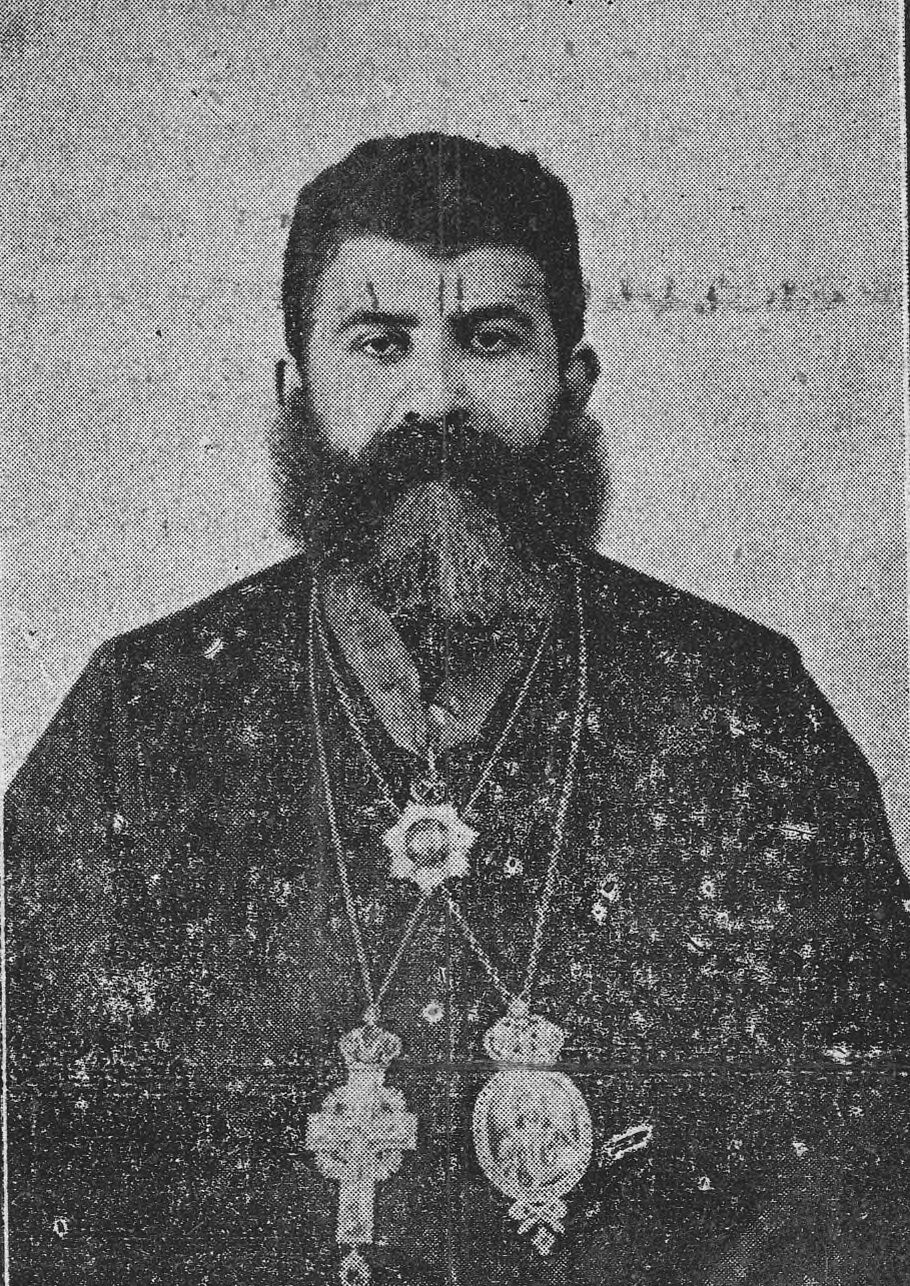